# Receptor NMDA

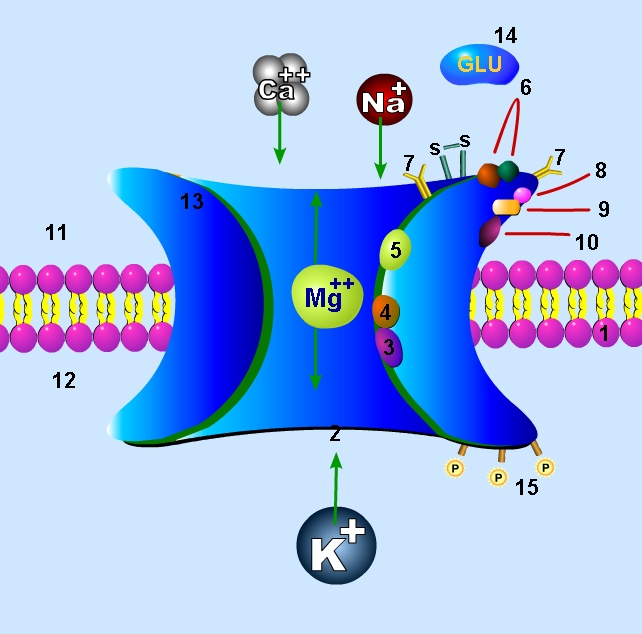
Budowa receptora NMDA

Receptor NMDA, receptor N-metylo-D-asparaginowy – receptor dla glutaminianu selektywnie aktywowany przez kwas N-metylo-D-asparaginowy (NMDA). Jest to receptor jonotropowy, który przewodzi kationy wapnia (Ca2+) i niewiele kationów sodu (Na+) do wnętrza oraz kationy potasu (K+) na zewnątrz. Do aktywacji oprócz glutaminianu wymaga przyłączenia glicyny (lub seryny) oraz depolaryzacji (która odłącza jony Mg2+ i Zn2+).
Dodatkowym warunkiem aktywacji receptora NMDA jest depolaryzacja komórki, jako że przy potencjale spoczynkowym jest on blokowany przez jon magnezu (Mg2+).

## Antagonisty receptora NMDA
Antagonisty receptora NMDA, przede wszystkim ketamina, są używane w medycynie i weterynarii w celu wywołania anestezji. Niektóre spośród tych substancji, jako dysocjanty, są też używane rekreacyjnie (między innymi ketamina, fencyklidyna, dekstrometorfan). Inne (na przykład memantyna) są stosowane w leczeniu zaburzeń funkcji poznawczych u osób chorych na chorobę Alzheimera.